# Seda silvestre

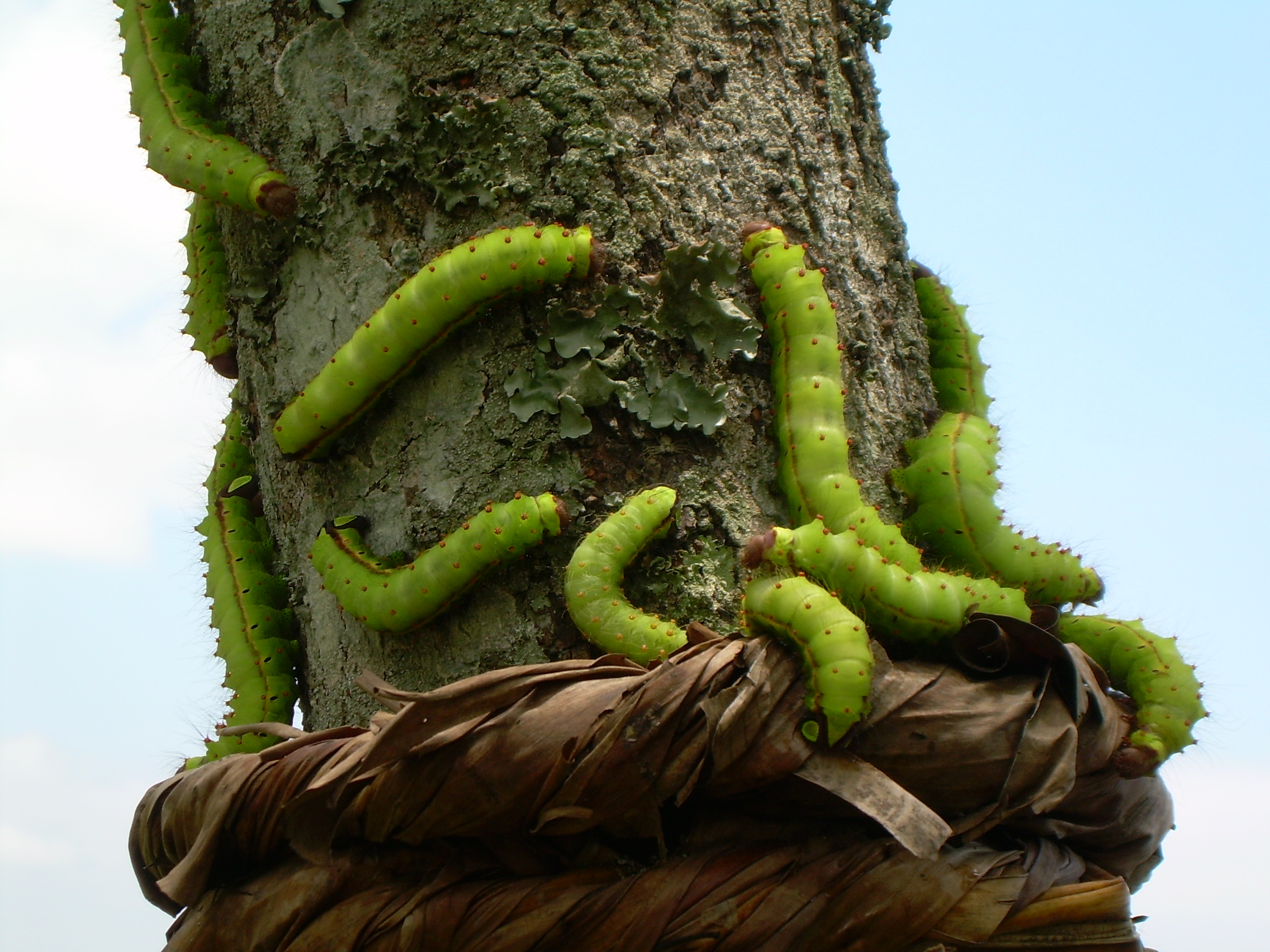
Gusanos de seda Muga en un árbol som (Persea bombycina).

Las sedas silvestres se conocen y utilizan en muchos países desde tiempos remotos, aunque la escala de producción es mucho menor que el obtenido de los gusanos de seda cultivados. Los capullos y nidos de seda suelen parecerse al papel o la tela, y su uso ha surgido de forma independiente en muchas sociedades.

## Antecedentes
La seda extraída de diversas especies se ha utilizado desde la antigüedad, ya sea en su estado natural o tras alguna forma de preparación. Las telas de araña se utilizaban como vendaje para heridas en la antigua Grecia y Roma, y como base para la pintura del siglo XVI. Los nidos de orugas se cortaron y pegaron para hacer una tela similar al papel en el Imperio Azteca.
Para hacer un tejido, los hilos de seda deben ser primero cardados e hilados, o extraídos como un solo hilo intacto. Los gusanos de seda de la especie Bombyx mori (Linnaeus, 1758), criados comercialmente, se matan normalmente antes de que salgan las pupas, ya sea pinchándolos con una aguja o sumergiendo los capullos en agua hirviendo, lo que permite desenredar todo el capullo como un hilo continuo. Esto permite tejer una tela mucho más fina con la seda.
Hay más de 500 especies de gusanos de seda silvestres en el mundo, aunque sólo unas pocas se utilizan para producir telas. Suelen producir una seda más dura y áspera que la de los B. mori domesticados. Las sedas silvestres suelen cosecharse después de que las polillas hayan abandonado los capullos, cortando los hilos en el proceso, de modo que no queda un solo hilo largo, como ocurre con los gusanos de seda domesticados.
Las sedas silvestres son más difíciles de blanquear y teñir que la seda de Bombyx mori, pero la mayoría tienen colores atractivos por naturaleza, especialmente el rico brillo dorado de la seda producida por el gusano de seda muga de Assam, a menudo conocida como seda de Assam.
Las cáscaras de los capullos de las polillas de la seda silvestre se endurecen o estabilizan mediante el curtido (reticulación) o mediante refuerzos minerales (por ejemplo, oxalato de calcio). Recientemente, se ha desarrollado un nuevo método, el desmineralizado, que puede eliminar los refuerzos minerales presentes en las sedas silvestres y permite el devanado en húmedo como el de la seda comercial.

## Industria de la seda silvestre en la India
Las sedas silvestres se conocen a menudo en la India como sedas "Vanya":
El término "Vanya" es de origen sánscrito, significa indómito, silvestre o del bosque. Los gusanos de seda Muga, Tasar y Eri no están totalmente domesticados y el mundo llama a las sedas que producen como "sedas salvajes".
India produce cuatro tipos de seda: morera, tasar, muga y eri. El gusano de seda Bombyx mori se alimenta de hojas de morera cultivadas en plantaciones. Los gusanos de seda también se encuentran silvestres en los árboles, por ejemplo, Antheraea paphia, que produce la seda tasar (Tussah). Antheraea paphia se alimenta de varios árboles como Anogeissus latifolia , Terminalia tomentosa , T. arjuna ( Terminalia arjuna ), Lagerstroemia parviflora y Madhuca indica . El gusano de seda silvestre Antheraea assamensis produce seda muga, y otro gusano de seda silvestre Philosamia synthia ricini (= Samia cynthia ) produce seda eri. La producción anual estimada de seda tasar es de 130 toneladas. La producción de otros tipos de seda supera las 10 000 toneladas anuales(Gupta 1994).
En 2015, Adarsh Gupta K del equipo de investigación de Nagaraju en el Center for DNA Fingerprinting and Diagnostics , Hyderabad, India, descubrió la secuencia completa y la estructura de la proteína de la fibroína de la seda Muga y la publicó en informes científicos.
El gusano de seda eri de la India se alimenta de las hojas de la planta de ricino. Es el único gusano de seda completamente domesticado que no es Bombyx mori. La seda es extremadamente duradera, pero no se puede desenrollar fácilmente del capullo y, por lo tanto, se hila como algodón o lana.

## Industria de la seda silvestre en China
Parte de la seda silvestre de la mejor calidad es producida por gusanos de seda en Henan. Este es el único tipo de seda salvaje que se puede teñir fácilmente.

## Historia de la seda silvestre
Se han encontrado e identificado hilos de seda silvestre en dos sitios del río Indo, Harappa y Chanhu-daro, que datan de c. 2450-2000 AC. Este es aproximadamente el mismo período que la evidencia más temprana del uso de la seda en China, que generalmente se cree que tuvo la industria de la seda más antigua del mundo. Las muestras de hilos de Harappa al ser observadas mediante microscopio electrónico de barrido indican dos especies diferentes de polilla de seda, paphia Antheraea y A. assamensis, mientras que la seda de Chanhu-daro es probable sea de la especie Philosamia, ( seda eri ), y esta seda parece haber sido enrollada.
Las sedas silvestres se utilizaron en China desde los primeros tiempos. Además, los chinos estaban al tanto de su uso en el Imperio Romano y aparentemente importaron productos fabricados con ellos en la época de la dinastía Han durante los siglos I a III. Hay indicios significativos en la literatura de que las sedas silvestres estaban en uso en Persia y en Grecia a finales del siglo V AC., aparentemente referidas como "Amorgina" o "prendas amorgianas" en Grecia. Plinio el Viejo, en el siglo I, obviamente tenía algún conocimiento de cómo se producían y utilizaban los capullos de gusanos de seda silvestres en la isla de Kos para producir coa vestis, a pesar de que su relato incluía algunas ideas extravagantes.

## Lista de algunas polillas de seda silvestres y su seda
- Antheraea assamensis (Helfer, 1837) - de Assam. Su seda tiene un hermoso tono dorado brillante que mejora con la edad y los lavados. Nunca se decolora ni se tiñe y es resistente a las manchas. Fue reservada para el uso exclusivo de las familias reales en Assam durante 600 años.[18][19] En 2015, el Center for DNA Fingerprinting and Diagnostics en Hyderabad, India, descubrió los caracteres moleculares de la fibroína de seda muga que son responsables del brillo dorado y la resistencia a la tracción.[10]
- Antheraea paphia (Linnaeus, 1758) - el gusano de seda "tasar".[20]
- Antheraea pernyi (Guénerin-Méneville, 1855) - la polilla china tussah. El color y la calidad de la seda dependen del clima y el suelo.[18]
- Antheraea polyphemus : tiene el mayor potencial de todos los gusanos de seda de América del Norte.[18]
- Antheraea yamamai (Guénerin-Méneville, 1861) - la polilla de seda tensan (天蚕, tensan ) . Se cultiva en Japón desde hace más de 1000 años. Produce una seda naturalmente blanca pero no se tiñe bien, aunque es muy fuerte y elástica. Ahora es muy rara y cara.[18]
- Anisota senatoria (JE Smith, 1797) - La polilla del gusano de roble de punta anaranjada de América del Norte.[21][22]
- Automeris io (Fabricius, 1775) - Polilla norteamericana.[23]
- Bombyx mandarina (Moore): posible forma silvestre de B. mori.
- Bombyx sinensis - de China. Capullos prolíficos pero pequeños.[18]
- Borocera cajani - Gusano de seda malgache.[24][25]
- Callosamia promethea - de América del Norte.
- Euchiera socialis - la mariposa Madrone de América Central. Produce grandes nidos de seda que se usaron para hacer una tela similar al papel en la época de Moctezuma II,[4] y han sido cardados para hilo en tiempos más recientes.[26]
- Eutachyptera psidii - de América Central (también conocida como Gloveria psidii[27] ). Produce nidos que se han utilizado de forma similar a los de Euchiera socialis.[4][26]
- Gonometa postica Walker - de la región de Kalahari.[28]
- Gonometa rufobrunnea Aurivillius. Se alimenta del árbol de mopane en el sur de África.
- Hyalophora cecropia - América del Norte. La calidad de la seda depende de la fuente de alimento.[18]
- Pachypasa otus : alrededor del Mediterráneo occidental. La fuente probable de la coa vestis romana.[29]
- Samia cynthia (Drury, 1773) - el ailanthus silkmoth, un gusano de seda algo domesticado de China. Introducido en América del Norte.[18] El eri silkmoth de Assam es una subespecie de esta polilla ( S. cynthia ricini ). Produce una seda blanca que se asemeja a la lana mezclada con algodón, pero se siente como la seda.[19]